# Euxoa arefacta
Euxoa arefacta är en fjärilsart som beskrevs av Hans Rebel 1906. Euxoa arefacta ingår i släktet Euxoa och familjen nattflyn. Inga underarter finns listade i Catalogue of Life.